# Lilla Attsjön
Lilla Attsjön eller Byasjön är en sjö i Växjö kommun i Småland.
Sjön ligger i byn Attsjö utmed vägen mellan Furuby och Dädesjö. Lilla Attsjön torrlades runt 1920 för att använda sjöbottnen till odling. När sjöbottnen med tiden sjönk så att stenar kom fram, användes den som betesmark fram till 1980-talet.

## Återskapandet
År 2011 började Södra och de fem privatpersoner som äger marken arbetet med att återskapa sjön på ca 55 hektar. Efter ett långt arbete fick de klartecken från Jordbruksverket och Mark- och miljödomstolen att påbörja projektet.[källa behövs]
Sommaren 2014[källa behövs] påbörjades förberedelserna, vilka bland annat innefattade avverkning av träd, vägbyggen och grävning av diken. I januari[källa behövs] var allt klart då även en stor parkering, två fågeltorn, två vindskydd, tre träbroar, två anslagstavlor och ett flertal bänkar byggts utmed gångvägen runt sjön.
I november 2015 tilldelades föreningen Lilla Attsjön, Växjö kommuns landskapsvårdspris för återskapandet av fågelsjön.